# 梗河增三
牧夫座45，又名BD+25 2873，HD 134083、SAO 83671、HR 5634，是牧夫座的一颗恒星，视星等为4.93，位于銀經36.45，銀緯59.48，其B1900.0坐标为赤經15h 2m 54.5s，赤緯+25° 59.48′ 31″。